# 1137 en santé et médecine
| Années de la santé et de la médecine : 1134 - 1135 - 1136 - 1137 - 1138 - 1139 - 1140    |
| Décennies de la santé et de la médecine : 1100 - 1110 - 1120 - 1130 - 1140 - 1150 - 1160 |

Cet article présente les faits marquants de l'année 1137 en santé et médecine.

## Événements
- Premier témoignage d'un enseignement de la médecine à Montpellier[1].
- Le roi de France Louis VI « [fait] par testament un legs « aux deux mille léproseries de [son] royaume », mais le nombre de deux mille paraît trop rond pour inspirer confiance, et nous ne savons pas les territoires compris dans le terme « royaume[2] » ».
- L'hôpital della Scaletta est attesté à Imola en Italie, sur la Via Aemilia, entre Bologne et Faenza[3].
- Le premier hôpital connu des Pouilles est mentionné à Spinazzola, en Haute Murgia, dans une charte de donation à l'ordre des Templiers par Achard II, comte normand de Lecce[4].
- Fondation de l'église hôpital Saint-Michel d'Entraygues par Lambert, évêque d'Angoulême, « pour y recevoir les pauvres du Christ », voyageurs et pèlerins[5].
- 1132-1137 : l'évêque Henri de Blois fonde l'hôpital Sainte-Croix (Hospital of St. Cross (en)) de Winchester, dans le Hampshire, en Angleterre[6].

## Personnalités
- Fl. Odon, médecin, témoin dans un acte de donation du roi Louis VI à la fondation de l'abbaye de Beaupré en Beauvaisis[7].
- 1137-1138 : fl. Azzon, maître en médecine, cité dans des actes concernant un certain Mathieu, de Péronne[8].